# The Elder Scrolls IV: Oblivion
The Elder Scrolls IV: Oblivion là một trò chơi điện tử hành động nhập vai thế giới mở do Bethesda Game Studios phát triển và được phát hành bởi Bethesda Softworks và công ty con 2K Games của Take-Two Interactive. Đây là phần thứ tư trong loạt trò chơi hành động kỳ ảo The Elder Scrolls, theo sau The Elder Scrolls III: Morrowind và được tiếp nối bởi The Elder Scrolls V: Skyrim. Trò chơi được phát hành trên Microsoft Windows and Xbox 360 vào tháng 3 năm 2006, và trên PlayStation 3 vào tháng 3 năm 2007. Một phiên bản dành cho điện thoại di động được phát hành vào ngày 2 tháng 5 năm 2006. Lấy bối cảnh tại Cyrodiil, một tỉnh hư cấu, cốt truyện của Oblivion chủ yếu xoay quanh hành trình người chơi dập tắt một giáo phái cuồng tín tên là "Mythic Dawn", những kẻ muốn mở ra các cánh cổng dẫn đến một vùng đất đầy ma quỷ tên là "Oblivion". Trò chơi tiếp nối truyền thống thế giới mở của những phần trước với việc cho phép người chơi đi đến bất cứ đâu trong thế giới của trò chơi vào bất cứ lúc nào, cũng như không thực hiện hoặc gác lại nhiệm vụ chính vô thời hạn. Người chơi luôn luôn có một mục tiêu là gia tăng các kỹ năng (skill) của nhân vật; kỹ năng thể hiện khả năng của nhân vật ở những lĩnh vực nhất định, và được đại diện bằng một con số. Khi bắt đầu chơi, người chơi có thể chọn 7 kỹ năng làm kỹ năng chính cho nhân vật, các kỹ năng còn lại thì sẽ được xem là kỹ năng phụ.
Quá trình phát triển Oblivion bắt đầu từ năm 2002, ngay sau khi Morrowind được phát hành, với mục tiêu xây dựng lối chơi có tiết tấu nhanh hơn và cốt truyện được đầu tư hơn so với các phần trước. Để thiết kế đồ họa cho trò chơi, Bethesda đã sử dụng engine vật lý Havok tân tiến, kỹ thuật chiếu sáng HDR, các công cụ chế tạo nội dung thủ tục để tạo ra các dạng địa hình chi tiết một cách nhanh chóng, cũng như hệ thống trí thông minh nhân tạo Radiant AI để cho phép các NPC đưa ra lựa chọn và có những hành vi phức tạp hơn so với ở các phần trước. Các NPC trong trò chơi được lồng tiếng toàn bộ lời thoại—lần đầu tiên điều này được thực hiện trong sê-ri—và âm nhạc của trò chơi được sáng tác bởi nhà soạn nhạc Jeremy Soule.
Ngay sau khi được phát hành, Oblivion nhận được phản hồi rất tích cực từ giới phê bình và đã được trao một số giải thưởng của ngành công nghiệm trò chơi điện tử cùng như từ các tờ báo và tạp chí. Trò chơi được khen ngợi nhờ chất lượng đồ họa ấn tượng, thế giới rộng lớn và hành vi mang tính lịch trình của các NPC, và hiện nay được xem là một trong những trò chơi xuất sắc nhất mọi thời đại. Bên cạnh đó trò chơi cũng đạt được thành công về mặt thương mại. Sau một số gói nội dung bổ sung nhỏ, Bethesda đã phát hành hai bản mở rộng cho trò chơi, Knights of the Nine và Shivering Isles. Hai bản mở rộng này được gộp chung vào The Elder Scrolls IV: Oblivion Phiên bản Trò chơi của năm phát hành vào năm 2007, và sau đó được phát hành lại trong phiên bản kỉ niệm 5 năm vào năm 2011.

## Lối chơi
Oblivion là một trò chơi nhập vai (RPG) kết hợp lối chơi kết thúc mở. Người chơi có thể thực hiện các nhiệm vụ phụ, tương tác với NPC, tiêu diệt quái vật, phát triển nhân vật của mình cũng như đi đến bất cứ đâu trong Cyrodiil vào bất cứ lúc nào khi chơi (trừ trường hợp khu vực đó bị giới hạn bởi một nhiệm vụ nhất định nào đó và không thể được tiếp cận khi người chơi đang không thực hiện nhiệm vụ này). Trò chơi không có điểm kết thúc và người chơi có thể tiếp tục chơi sau khi đã hoàn thành nhiệm vụ chính. Trò chơi có một hệ thống "di chuyển nhanh" (fast travel), trong đó một biểu tượng sẽ xuất hiện trên bản đồ thế giới trong trò chơi mỗi khi người chơi đến một địa điểm mới, sau đó người chơi có thể quay trở lại địa điểm đó ngay lập tức bằng cách chọn biểu tượng của nó trên bản đồ.

Giao diện kho đồ, nơi người chơi trang bị các vật phẩm cho nhân vật

Phát triển nhân vật là một yếu tố chủ đạo trong lối chơi của Oblivion. Khi trò chơi mới bắt đầu, người chơi được lựa chọn nhân vật của mình sẽ thuộc chủng tộc nào (mỗi chủng tộc có những khả năng tự nhiên riêng), và sau đó tùy chỉnh ngoại hình của nhân vật. Người chơi luôn luôn có một mục tiêu là gia tăng các kỹ năng (skill) của nhân vật; kỹ năng thể hiện khả năng của nhân vật ở những lĩnh vực nhất định, và được đại diện bằng một con số.
Khi bắt đầu chơi, người chơi có thể chọn 7 kỹ năng làm kỹ năng chính cho nhân vật, các kỹ năng còn lại thì sẽ được xem là kỹ năng phụ. Người chơi lên cấp độ (level) mỗi khi các kỹ năng chính của nhân vật được gia tăng tổng cộng 10 điểm; việc này là cơ hội để nâng các thuộc tính (attribute) của nhân vật. Thuộc
tính là các đặc điểm bao quát hơn của nhân vật, chẳng hạn như "tốc độ" hay "sức chịu đựng", còn kỹ năng thì cụ thể hơn, chẳng hạn như "luyện giáp" hay "chạy nhảy". Bệnh tật hay chất độc có thể làm giảm các thuộc tính của nhân vật. Khi một kỹ năng nào đó của người chơi đạt 25, 50, 75, và 100 điểm, các khả năng mới liên quan đến kỹ năng đó sẽ được mở khóa.
21 kỹ năng trong trò chơi được phân bố đều vào các nhóm chiến đấu (combat), phép thuật (magic) và lén lút (stealth); nhiều kỹ năng có ảnh hưởng đến nhiều hơn một lĩnh vực trong số đó. Các kỹ năng chiến đấu chủ yếu được sử dụng trong cận chiến và có liên quan đến áo giáp và vũ khí hạng nặng như kiếm, rìu, chùy và búa. Các kỹ năng phép thuật thì liên quan tới việc sử dụng thần chú để thay đổi các yếu tố môi trường, để điều khiển tâm trí người khác, để gây sát thương hoặc vô hiệu hóa kẻ địch, để triệu hồi quái vật trợ giúp cho mình, hoặc để chữa thương tích. Các kỹ năng lén lút cho phép người chơi bẻ các ổ khóa, mặc cả khi mua bán hàng hóa, dùng lời nói để thao túng người khác và đánh lén kẻ địch. Các thần chú, vũ khí và công cụ mà người chơi cần sử dụng để gia tăng các kỹ năng này có thể được mua ở các cửa hiệu, lấy trộm từ các NPC, hoặc tìm thấy trên xác của kẻ địch.
Oblivion có thể được chơi từ góc nhìn thứ nhất hoặc thứ ba, ngoại trừ trên phiên bản dành cho điện thoại di động. Người chơi có thể thay đổi độ khó bất cứ lúc nào, từ đó làm kẻ địch yếu đi cũng như gia tăng tỉ lệ thành công của một hành động nào đó. Trên màn hình liên tục hiển thị một giao diện cho biết các thông tin về sức khỏe (health), năng lượng phép thuật (magicka) và độ mệt mỏi (fatigue) của nhân vật. Tất cả các chỉ số này có thể được gia tăng bằng cách lên cấp.
Sức khỏe có thể được hồi phục bằng cách dùng phép, uống các bình thuốc hoặc nghỉ ngơi; mất hết sức khỏe đồng nghĩa với cái chết. Năng lượng phép thuật cho phép, và sẽ giảm đi khi, người chơi sử dụng phép thuật; chỉ số này tự phục hồi theo thời gian hoặc có thể được khôi phục bằng những cách tương tự như sức khỏe. Độ mệt mỏi có ảnh hường đến mức độ hiệu quả của nhân vật khi chiến đấu, và có thể được giảm đi bằng cách nghỉ ngơi, uống thuốc hoặc dùng phép.
Trong thế giới của trò chơi có nhiều loại kẻ địch, bao gồm các quái vật thần thoại thường gặp như quỷ hay yêu tinh, cũng như các loài động vật như gấu hay chó sói. Kẻ địch trở nên mạnh hơn cũng như sử dụng áo giáp và vũ khí tốt hơn khi người chơi lên cấp độ. Cơ chế này được áp dụng để duy trì một độ khó nhất định một cách liên tục. Tuy nhiên, cơ chế này cùng với hệ thống lên cấp nhân vật đã gặp phải một số chỉ trích vì có khả năng làm trò chơi mất cân bằng; các nhân vật có những kỹ năng chính gia tăng một cách không chủ đích, chẳng hạn như chạy nhảy hay sử dụng áo giáp, có thể gặp tình trạng lên cấp quá nhanh, khiến kẻ địch trở nên khó đối phó hơn so với dự định.

## Cốt truyện
Oblivion diễn ra sáu năm sau các sự kiện của The Elder Scrolls III: Morrowind, vào Thời đại thứ Ba - mặc dù nó không phải là phần tiếp nối trực tiếp của Morrowind hay bất cứ trò chơi nào khác. Trò chơi lấy bối cảnh tại tỉnh Cyrodiil thuộc lục địa Tamriel, nơi tất cả các trò chơi trong sê-ri diễn ra.
Câu chuyện bắt đầu với việc người chơi bị giam giữ trong một phòng giam vì một tội danh không được nhắc đến. Hoàng đế Uriel Septim VII, cùng với các vệ binh Hoàng gia có tên gọi là "Blades", xuất hiện tại nhà tù khi đang trên đường chạy trốn khỏi một nhóm sát thủ, những kẻ đã sát hại ba người con trai của Hoàng đế và giờ đây đang truy đuổi ông. Hoàng đế và các vệ binh Blades tiết lộ rằng phòng giam của người chơi chứa một lối đi bí mật dẫn vào hệ thống cống ngầm của thành phố có chức năng như một lối thoát hiểm. Được Hoàng đế xá tội, người chơi đi theo ông và các vệ binh vào hệ thống cống ngầm, nơi họ bị các sát thủ tấn công và chỉ huy của đội vệ binh bị sát hại. Biết rằng số phận của mình là phải chết dưới tay bọn sát thủ, Uriel Septim giao lại cho người chơi Vòng hộ mệnh của các vị vua, chiếc vòng được mọi hoàng đế Septim đeo, và ra lệnh người chơi mang nó đến cho Jauffre, thủ lĩnh của đội vệ binh Blades, tại Tu viện Weynon. Ngay sau đó, Hoàng đế bị một trong số các sát thủ sát hại. Người chơi trốn thoát khỏi hệ thống cống ngầm và ra được thế giới bên ngoài.
Việc không có ai kế vị Uriel Septim đã phá vỡ rào cản giữa thế giới loài người với Oblivion, một vùng đất đầy nguy hiểm ở một chiều không gian khác. Nhiều cánh cổng dẫn đến Oblivion mở ra, và các sinh vật huyền bí tên là Daedra bắt đầu một cuộc xâm lược Tamriel, tàn sát và phá hủy bắt cứ thứ gì ngáng đường chúng. Jauffre cho người chơi biết rằng cách duy nhất để đóng những cánh cổng này lại vĩnh viễn là tìm một người thuộc dòng dõi hoàng tộc để giành lại ngai vàng và dùng Vòng hộ mệnh của các vị vua để thắp sáng Ngọn lửa rồng ở thủ đô Imperial City. Và mặc dù tất cả các hoàng tử của Uriel Septim đã bị sát hại, ông vẫn còn một người con trai không hợp pháp—một tu sĩ ở thành phố Kvatch. Khi đến Kvatch, người chơi phát hiện thành phố đã bị Daedra phá hủy và có rất ít người sống sót. Một cánh cổng Oblivion khổng lồ chặn lối vào thành phố, và người chơi phải đi qua cánh cổng đến Oblivion để đóng nó lại từ bên trong thì mới có thể vào được thành phố. Sau khi đã đóng lại cánh cổng, người chơi cùng một số lính gác còn sống giành lại Kvatch từ tay Daedra. Martin vẫn còn sống và người chơi thuyết phục anh cùng mình đi đến Tu viện Weynon.
Người chơi, giờ đây được ca ngợi là Vị anh hùng của Kvatch, cùng Martin quay trở lại Tu viện Weynon, nhưng khi họ đến nơi thì phát hiện ra bọn sát thủ đã tấn công tu viện và đánh cắp Vòng hộ mệnh của các vị vua. Người chơi hộ tống Jauffre và Martin đến ngôi đền Cloud Ruler, một thành trì của đội vệ binh Blades. Người chơi được lựa chọn có gia nhập vào hàng ngũ của họ hay không, và bắt đầu đi tìm chiếc vòng hộ mệnh. Sau khi thu thập đủ thông tin, người chơi biết được rằng nhóm người đã sát hại Uriel Septim và đánh cắp chiếc vòng hộ mệnh có tên là Mythic Dawn, một giáo phái tôn sùng Mehrunes Dagon, vị Chúa tể Daedra của sự Hủy diệt. Giáo phái này tin rằng Dagon mới chính là người đã tạo ra thế giới và muốn hắn "rửa sạch" nó khỏi những sự dơ bẩn. Sát hại Hoàng đế và nhờ đó phá vỡ rào cản giữa thế giới và Oblivion là bước đầu tiên của kế hoạch này. Người chơi đột nhập vào địa điểm gặp gỡ bí mật của giáo phái để lấy lại chiếc vòng hộ mệnh, nhưng kẻ cầm đầu giáo phải, Mankar Camoran, lại trốn thoát được cùng với chiếc vòng bằng một cánh cổng dịch chuyển tức thời. Người chơi mang cuốn sách đã giúp Camoran mở cánh cổng đó đến cho Martin và anh đã tìm ra cách mở lại cánh cổng. Sau khi người chơi tìm được ba cổ vật cần thiết để mở cánh cổng, Martin cho biết vẫn còn cần một thành phần cuối cùng: viên đá Great Sigil Stone ở bên trong những cánh cổng Oblivion lớn tương tự như cánh cổng ở Kvatch. Martin và Jauffre quyết định để thành phố Bruma bị Daedra tấn công nhằm tiếp cận với một cánh cổng Oblivion lớn. Sau khi cánh cổng đó mở ra, người chơi đi vào bên trong nó, lấy được viên đá và đóng nó lại để cứu thành phố Bruma khỏi nguy hiểm.
Môt cánh cổng dịch chuyển tức thời được mở ra ở đền Cloud Ruler và người chơi đi qua nó để đến vùng đất Thiên đường mà Mankar Camoran tự tạo ra cho bản thân. Sau khi tiêu diệt những Daedra và thành viên Mythic Dawn ở đó, người chơi đối mặt với Camoran và tiêu diệt hắn. Người chơi trao lại Vòng hộ mệnh của các vị vua cho Martin và họ cùng đội vê binh Blades đi đến Imperial City để thắp sáng Ngọn lửa rồng và chấm dứt cuộc xâm lược của Daedra. Khi họ đến nơi, thành phố đang bị tấn công bởi Daedra và hiện thân khổng lồ của chính Mehrunes Dagon. Khi người chơi và Martin đến được ngôi đền của Akatosh, vị thần thời gian, Martin nói rằng chỉ có một cách duy nhất để đánh bại Dagon. Anh nói lời vĩnh biệt với người chơi rồi đập vỡ Vòng hộ mệnh của các vị vua và nhập làm một với linh hồn của Akatosh để hóa thành hiện thân của vị thần này. Akatosh giao chiến với Dagon và đày hắn trở lại Oblivion, rồi gầm lên một tiếng trước khi biến thành một bức tượng đá. Vì linh hồn của Martin đã bị chiếc vòng hộ mệnh hấp thụ, anh bước sang thế giới bên kia cùng với tổ tiên của mình. Trước khi biến mất hoàn toàn, Martin giải thích bằng thần giao cách cảm với người chơi rằng mặc dù Vòng hộ mệnh của các vị vua đã bị phá hủy và ngai vàng một lần nữa bị bỏ trống, nhưng các cánh cổng Oblivion đã bị đóng lại mãi mãi và tương lại của Tamriel giờ đây nằm trong tay của người chơi. Đại Pháp quan của Đế quốc cảm tạ người chơi vì những cống hiến của họ trong cuộc khủng hoảng và phong họ là Vị anh hùng thứ bảy của Cyrodiil.

## Phát triển
Trò chơi được phát triển bởi công ty phần mềm Mỹ Bethesda Softworks. Ken Rolston, chỉ đạo thiết kế của Morrowind, đã giám sát đội ngũ phát triển. Các phiên bản trên PC và Xbox 360 được 2K Games và Bethesda phối hợp phát hành. Oblivion bắt đầu được phát triển không lâu sau khi Morrowind được phát hành vào năm 2002. Giữa tháng 9 năm 2004, Oblivion được công bố với công chúng.
Trong quá trình phát triển Oblivion, Bethesda đặt trọng tâm vào việc tạo ra một hệ thống với cốt truyện thực tế, nhân vật chân thực và nhiệm vụ ý nghĩa hơn những phần trước trong loạt trò chơi. So với các phần trước, trò chơi có trí thông minh nhân tạo tiên tiến hơn nhờ phần mềm Radiant AI độc quyền của Bethesda, cũng như cử động vật lý cải tiến hơn nhờ engine vật lý Havok. Đồ họa của trò chơi sử dụng những công cụ ánh sáng và shading tiên tiến như HDR và bản đồ phản chiếu. Bethesda đã phát triển và ứng dụng các công cụ chế tạo nội dung thủ tục để xây dựng địa hình trong Oblivion, nhờ đó các cảnh vật trong trò chơi phức tạp và chân thực cũng như được tạo nên một cách nhanh chóng hơn so với các phần trước.

Một ảnh chụp màn hình trong trò chơi cho thấy giao diện người dùng, ánh sáng HDR và cự ly hiển thị đồ họa xa, những cải tiến được thực hiện nhằm mục đích tạo nên "chất lượng đồ họa tân tiến nhất"

Khi thiết kế cảnh vật và kiến trúc cho Oblivion, các nhà phát triển đã sử dụng những bức ảnh do mình tự chụp khi đi du lịch, những quyển sách về thiên nhiên, những hình ảnh chất liệu và những bức ảnh tham khảo khác. Việc sử dụng các công cụ chế tạo nội dung thủ tục trong quá trình sản xuất cho phép tạo ra những môi trường chân thực với tốc độ cao hơn nhiều so với khi phát triển Morrowind. Các thuật toán xói mòn được tích hợp vào trong công cụ tạo cảnh vật để tạo nên những địa hình lởm chởm một cách nhanh chóng và dễ dàng; điều này thay thế cho việc chỉnh sửa địa hình bằng tay như ở Morrowind.
Trong Oblivion, cự ly tối đa mà trò chơi hiển thị các yếu tố đồ họa lớn hơn rất nhiều so với các phần trước; tầm nhìn của người chơi được mở rộng đến tận đường chân trời và người chơi có thể nhìn thấy những thành phố và dãy núi từ xa. Theo một thông cáo báo chí của Microsoft, thế giới trong Oblivion rộng xấp xỉ 41 km vuông. Các nhiệm vụ, tàn tích và hầm ngục ngoài thiên nhiên hoang dã đã được thêm vào để lấp đầy khoảng không gian này. So với Morrowind, các hầm ngục của Oblivion chứa nhiều sinh vật, tình huống giải đố, cũng như NPC liên quan đến các nhiệm vụ hơn. Tuy vậy, dân số của các thành phố được thể hiện trong Oblivion không đúng với con số "hàng ngàn người" mà các nguồn thông tin trong trò chơi miêu tả. Đội ngũ phát triển đã quyết định đặt số lượng NPC ở một mức độ để trò chơi vận hành hiệu quả, thay vì dựa theo cốt truyện của trò chơi, bởi nếu có quá nhiều NPC trên màn hình thì tốc độ xử lý của trò chơi sẽ bị chậm đi.
Đáp lại những lời phê bình rằng hành vi của NPC trong Morrowind quá đơn giản, Bethesda đã phát triển một hệ thống trí thông minh nhân tạo mới có tên là Radiant AI cho Oblivion. NPC được thiết kế để có thể tự đưa ra lựa chọn nhằm đi đến một mục tiêu nào đó, thay vì chỉ làm theo những kịch bản đã được lập trình sẵn. Cụ thể, cách NPC đạt được những mục tiêu như ăn uống, ngủ, đọc sách hay nói chuyện với người khác sẽ chịu ảnh hưởng của môi trường xung quanh, hành động của những NPC khác, và các giá trị về tính cách được định sẵn. Chẳng hạn, một NPC có mục tiêu là tìm thức ăn có khả năng sẽ lấy cắp nó từ những người khác nếu họ có cơ hội và hành động đó được lập trình trong tính cách của họ. Các cơ chế như vậy cho phép Bethesda tạo ra những NPC có khả năng thực hiện những hành vi phức tạp.

### Âm thanh
Oblivion có sự tham gia lồng tiếng của Patrick Stewart, Lynda Carter, Sean Bean, Terence Stamp, Ralph Cosham và Wes Johnson; quá trình làm việc với người nổi tiếng và sản xuất lồng tiếng được Blindlight thực hiện. Chất lượng lồng tiếng của trò chơi nhận được những đánh giá trái chiều từ phía các nhà phê bình trò chơi điện tử. Trong khi nhiều tờ báo khen ngợi nó là tuyệt vời, những tờ báo khác thì thấy nó quá lặp lại. Vấn đề này được đổ lỗi cho số lượng diễn viên lồng tiếng quá ít cũng như sự nhàm chán của chính các lời thoại. Chỉ đạo thiết kế Ken Rolston cho rằng kế hoạch lồng tiếng cho tất cả các lời thoại là "kém linh hoạt, không phù hợp để người chơi tự đặt mình vào trò chơi, gò bó trong việc rẽ nhánh cốt truyện, cũng như tốn nhiều công sức sản xuất và dung lượng bộ nhớ" hơn so với việc chỉ lồng tiếng một phần các lời thoại trong Morrowind. Rolston cũng nói rằng lồng tiếng "có thể là một công cụ diễn đạt mạnh mẽ" và có khả năng đóng góp to lớn đến sự lôi cuốn và không khí của trò chơi. Ông cho biết "Tôi thích phương pháp lồng tiếng một phần của Morrowind hơn, vì nhiều lý do. Nhưng mọi người bảo tôi rằng lồng tiếng toàn bộ các lời thoại mới là điều bọn trẻ bây giờ muốn".
Âm nhạc trong Oblivion được sáng tác bởi Jeremy Soule, một nhà soạn nhạc cho trò chơi điện tử gạo cội, người đã nhận được một giải thưởng Âm nhạc trò chơi điện tử xuất sắc nhất của Viện Hàn lâm Nghệ thuật Điện ảnh và Truyền hình Anh Quốc (BAFTA) và hai đề cử cho giải Sáng tác Âm nhạc xuất sắc nhất của Học viện Nghệ thuật và Khoa học Tương tác (AIAS). Album nhạc trong trò chơi chính thức của Oblivion, bao gồm 26 bản nhạc với tổng thời lượng 58 phút, được phát hành vào tháng 3 năm 2006 thông qua nhà phân phối nhạc số DirectSong của Soule. Soule đã từng hợp tác với Bethesda và Todd Howard trong quá trình phát triển Morrowind. Trong một thông cáo báo chí để thông báo sự tham gia của mình trong Oblivion, Soule đã nhắc lại những lời ông từng nói trong thông cáo báo chí của Morrowind rằng: "Tính hùng tráng đáng kinh ngạc của loạt trò chơi The Elder Scrolls đặc biệt phù hợp với phong cách âm nhạc thính phòng mà tôi thích sáng tác nhất". Tương tự như âm nhạc của Morrowind, Soule lựa chọn sáng tác các bản nhạc nhẹ nhàng và tối giản để tránh làm người nghe thấy mệt mỏi. Soule cho biết trong quá trình sáng tác, ông không hình dung một nhân vật hay sự kiện cụ thể nào; thay vào đó ông muốn các bản nhạc giống như những "lời bình về tình trạng của con người và vẻ đẹp của cuộc sống". Trong một cuộc phỏng vấn vào năm 2006, ông tiết lộ rằng mong muốn này bắt nguồn từ một vụ tai nạn xe hơi xảy ra trong quá trình sáng tác. Ông nói, "Tôi đã lộn nhào trong xe vài lần trên đường quốc lộ khi đang lao thẳng vào xe cộ phía trước... Tôi không cảm thấy chút sợ hãi nào... Tôi chỉ đơn giản công nhận với bản thân rằng mình đã có một cuộc sống tốt và sắp phải nói lời tạm biệt với nó chỉ trong vài giây nữa". Soule chỉ bị thương nhẹ, nhưng cho biết những cảm xúc của ông khi vụ tai nạn xảy ra—"rằng cuộc sống đúng là rất quý giá"—đã ở lại với ông trong suốt thời gian sáng tác còn lại.
| The Elder Scrolls IV: Oblivion (Original Game Soundtrack) | The Elder Scrolls IV: Oblivion (Original Game Soundtrack) | The Elder Scrolls IV: Oblivion (Original Game Soundtrack) |
| STT                                                       | Nhan đề                                                   | Thời lượng                                                |
| --------------------------------------------------------- | --------------------------------------------------------- | --------------------------------------------------------- |
| 1.                                                        | "Reign of the Septims"                                    | 1:51                                                      |
| 2.                                                        | "Through the Valleys"                                     | 4:19                                                      |
| 3.                                                        | "Death Knell"                                             | 1:10                                                      |
| 4.                                                        | "Harvest Dawn"                                            | 2:51                                                      |
| 5.                                                        | "Wind from the Depths"                                    | 1:42                                                      |
| 6.                                                        | "King & Country"                                          | 4:05                                                      |
| 7.                                                        | "Fall of the Hammer"                                      | 1:16                                                      |
| 8.                                                        | "Wings of Kynareth"                                       | 3:30                                                      |
| 9.                                                        | "All's Well"                                              | 2:26                                                      |
| 10.                                                       | "Tension"                                                 | 2:32                                                      |
| 11.                                                       | "March of the Marauders"                                  | 2:08                                                      |
| 12.                                                       | "Watchman's Ease"                                         | 2:05                                                      |
| 13.                                                       | "Glory of Cyrodiil"                                       | 2:28                                                      |
| 14.                                                       | "Defending the Gate"                                      | 1:21                                                      |
| 15.                                                       | "Bloody Blades"                                           | 1:14                                                      |
| 16.                                                       | "Minstrel's Lament"                                       | 4:42                                                      |
| 17.                                                       | "Ancient Sorrow"                                          | 1:05                                                      |
| 18.                                                       | "Auriel's Ascension"                                      | 3:05                                                      |
| 19.                                                       | "Daedra In Flight"                                        | 1:02                                                      |
| 20.                                                       | "Unmarked Stone"                                          | 1:02                                                      |
| 21.                                                       | "Bloodlust"                                               | 1:07                                                      |
| 22.                                                       | "Sunrise of Flutes"                                       | 2:56                                                      |
| 23.                                                       | "Churl's Revenge"                                         | 1:08                                                      |
| 24.                                                       | "Deep Waters"                                             | 1:11                                                      |
| 25.                                                       | "Dusk at the Market"                                      | 2:11                                                      |
| 26.                                                       | "Peace of Akatosh"                                        | 4:11                                                      |

## Quảng bá và phát hành
Oblivion lần đầu tiên được công bố với công chúng vào ngày 18 tháng 5 năm 2005 tại Electronic Entertainment Expo (E3) ở Los Angeles. Phiên bản được trình chiếu tại E3 đã tương đối hoàn thiện; nó bao gồm hầu hết nội dung của trò chơi chính thức và chỉ chưa qua những khâu hoàn thiện cuối cùng được thực hiện trong những tháng còn lại của quá trình phát triển. Phần lớn khán giả đều ấn tượng với Oblivion và trò chơi đã nhận được một số giải thưởng từ nhiều tờ báo, trong đó có "Trò chơi nhập vai xuất sắc nhất chương trình" của GameSpy, "Trò chơi nhập vai xuất sắc nhất" của GameSpot, "Trò chơi nhập vai trên PC xuất sắc nhất" của IGN, "Trò chơi xuất sắc nhất E3 2005" của RPGFan, và cao quý nhất là giải "Trò chơi nhập vai xuất sắc nhất" của 2005 E3 Game Critics Awards. Một phiên bản gần như chính thức của Oblivion được trình chiếu tại sự kiện Consumer Electronics Show của Microsoft vào tháng 1 năm 2006, cho thấy môi trường ngoài trời trong trò chơi. Trong những tháng cuối cùng trước khi Oblivion được phát hành, sự đón chờ dành cho trò chơi lên đến đỉnh điểm, một phần vì các nhà phê bình đã miêu tả nó là "trò chơi thế hệ tiếp theo đầu tiên". Theo Pete Hines, Phó Chủ tịch Quan hệ công chúng và Marketing của Bethesda, "cứ như thể người ta nghĩ rằng trò chơi sẽ chữa được mù lòa và cứu người bị bệnh vậy".
2K Games đã đặt mục tiêu phát hành Oblivion vào cuối năm 2005 để trò chơi có thể ra mắt cùng với Xbox 360. Ngày phát hành ban đầu của trò chơi trên PC và Xbox 360 là 22 tháng 11 năm 2005, nhưng đã bị lùi lại đến 20 tháng 3 năm 2006 do những chậm trễ trong quá trình phát triển. Một phiên bản dành cho điện thoại di động của trò chơi, do Superscape phát triển và được Vir2L Studios phát hành, đã ra mắt vào ngày 2 tháng 5 năm 2006. Phiên bản dành cho PlayStation 3, do 4J Studios thực hiện, được phát hành vào ngày 20 tháng 3 năm 2007 tại Bắc Mỹ và vào ngày 27 tháng 4 năm 2007 tại châu Âu. Phiên bản này được cải tiến về mặt đồ họa so với khi trò chơi được phát hành trên PC và Xbox 360 nên đã nhận được sự khen ngợi trên phương diện này. Một phiên bản dành cho PlayStation Portable cũng được phát triển nhưng đã bị hủy bỏ.
Tại E3 2007, phiên bản Trò chơi của năm của Oblivion được công bố. Tại Bắc Mỹ và châu Âu, trò chơi được phát hành vào tháng 9 năm 2007 dành cho PC và Xbox 360, và vào tháng 10 năm 2007 dành cho PS3; tại Úc, trò chơi được phát hành vào tháng 9 năm 2007 trên PC và Xbox 360 và vào tháng 12 năm 2007 trên PS3. Trò chơi cũng được phát hành trên Steam vào ngày 16 tháng 6 năm 2009. Phiên bản kỉ niệm 5 năm của Oblivion được công bố và phát hành tại Bắc Mỹ vào tháng 7 năm 2011 và tại châu Âu sau đó hai tháng.

### Thay đổi giới hạn độ tuổi
Ngày 3 tháng 5 năm 2006, Ủy ban Đánh giá Phần mềm Giải trí (ESRB) tại Bắc Mỹ đã thay đổi giới hạn độ tuổi của Oblivion từ T (13+) sang M (17+), vì một số nội dung mà ủy ban đã không cân nhắc tới trong bản đánh giá ban đầu của mình, cụ thể là "trong phiên bản trên PC của trò chơi có một tệp tin đồ họa bị khóa mà nếu người chơi dùng công cụ trái phép của bên thứ ba để mở khóa thì các nhân vật nữ trong trò chơi sẽ để trần phần thân trên". Phản hồi thông tin này, ESRB đã tiến hành đánh giá lại Oblivion, trong đó hội đồng đánh giá được xem phiên bản ban đầu của trò chơi mà Bethesda đã gửi đến bên cạnh các nội dung vừa được tiết lộ.
Theo ESRB, Bethesda Softworks phải ngay lập tức thông báo cho tất các cửa hàng bán lẻ về sự thay đổi này, cung cấp nhãn dán để thay lên sản phẩm, hiển thị mức giới hạn mới trên tất cả các hoạt động bán hàng và quảng bá sau này, cũng như phát hành một bản vá có thể tải về để ngăn chặn việc truy cập tính năng trên. Bethesda đã tuân thủ các yêu cầu trên mặc dù không đồng tình với lý luận của ESRB. Vì việc này, một số cửa hàng bán lẻ bắt đầu kiểm tra thẻ căn cước của người mua trò chơi, và một thành viên Quốc hội bang California đã chỉ trích ESRB vì hoạt động thiếu hiệu quả.

## Nội dung bổ sung
Từ tháng 4 năm 2006, Bethesda bắt đầu phát hành các gói nội dung tải về (DLC) nhỏ cho Oblivion trên trang web của trò chơi cũng như thông qua Xbox Live Marketplace. Bản cập nhật đầu tiên bao gồm một bộ áo giáp dành cho các con ngựa mà người chơi có thể cưỡi trong trò chơi; được phát hành vào ngày 3 tháng 4 năm 2006. Mặc dù phần lớn người chơi đều hào hứng với việc trả tiền cho các nội dung tải về trong trò chơi, cũng có nhiều người thể hiện sự bất mãn với số tiền mà họ phải trả chỉ để có được một bộ giáp cho ngựa. Hines khẳng định với giới truyền thông rằng họ sẽ không phản ứng hấp tấp với những lời phê bình của người chơi. Đến hết năm 2006, các bản cập nhật mới tiếp tục được phát hành với giá thấp hơn và nhiều nội dung hơn, nhờ đó sự đón nhận của giói truyền thông cũng trở nên tốt hơn. Các gói DLC khác bao gồm một loạt các ngôi nhà có phong cách dựa trên các bang phái trong trò chơi, một hầm ngục mới, cũng như các câu thần chú mới không có trong phiên bản ban đầu của trò chơi. Gói nội dung cuối cùng dành cho Oblivion được phát hành vào ngày 15 tháng 10 năm 2007.
The Elder Scrolls IV: Knights of the Nine là bản mở rộng chính thức đầu tiên của Oblivion và ra mắt vào ngày 21 tháng 11 năm 2006. Do Bethesda Softworks phát triển và phát hành, bản mở rộng này có thể được tải về từ Xbox Live Marketplace hoặc mua ở các cửa hàng bán lẻ, và có mặt trong phiên bản đầu tiên của trò chơi dành cho PlayStation 3. Cốt truyện của Knights of the Nine tập trung vào vị vua phù thủy Umaril và hành trình đánh bại hắn của người chơi. Mặc dù bản mở rộng này hầu như không đổi mới lối chơi căn bản của Oblivion, nó được đánh giá là một phần bổ sung rất chất lượng vào cốt truyện của trò chơi.
Bản mở rộng chính thức thứ hai The Elder Scrolls IV: Shivering Isles được phát hành vào ngày 27 tháng 3 năm 2007 trên Windows và Xbox 360, và vào ngày 8 tháng 12 năm 2007 trên PlayStation 3. Bản mở rộng cung cấp trên 30 giờ chơi và bao gồm các nhiệm vụ, lời thoại, quái vật, thần chú, áo giáp cũng như lối chơi mới. Người chơi có thể nhìn thấy vùng đất trong bản mở rộng này thay đổi dựa trên những lựa chọn sống còn mà mình đưa ra. Shivering Isles lấy bối cảnh ở một vùng đất của sự điên loạn do vị Chúa tể Daedra Sheogorath cai trị. Người chơi được Sheogorath giao nhiệm vụ giải cứu vùng đất này khỏi một thảm họa đang đến gần có tên là Greymarch.

## Sự đón nhận
Oblivion nhận được phản ứng hoàn toàn tích cực từ giới phê bình và đã đạt thành công lớn về mặt thương mại. Trò chơi đã bán được 1,7 triệu bản tính đến ngày 10 tháng 4 năm 2006, trên 3 triệu bản tính đến tháng 1 năm 2007, và trên 3,5 triệu bản tính đến tháng 11 năm 2011. Theo Electronic Entertainment Design and Research, một công ty nghiên cứu thị trường, trò chơi đã bán được xấp xỉ 9,5 triệu bản trên toàn thế giới. Các nhà phê bình khen ngợi trò chơi vì đồ họa ấn tượng, thế giới rộng lớn và hành vi có lịch trình của các NPC. Kristan Reed của Eurogamer cho rằng trò chơi "đã thành công trong việc kết hợp những yếu tố hay nhất của các thể loại nhập vai, phiêu lưu và hành động để hòa quyện chúng lại thành một thể thống nhất khiến người chơi chìm đắm và bị gây nghiện một cách không ngừng nghỉ". Greg Kasavin của GameSpot viết rằng so với Morrowind, một trong những trò chơi nhập vai hay nhất anh từng thấy trong nhiều năm, "Oblivion xuất sắc hơn trên mọi phương diện, đến mức ngay cả những người bình thường không hứng thú với thể loại nhập vai cũng sẽ cảm thấy khó cưỡng lại việc bị cuốn vào thế giới rộng lớn, xinh đẹp và được chế tác tỉ mỉ của trò chơi". Jason D'Aprile của X-Play nhận định, "tất cả các trò chơi trong sê-ri này đều được biết đến với quy mô rộng lớn và sự tự do trong việc đưa ra lựa chọn, nhưng Elder Scrolls IV đã nâng khái niệm đó lên một tầm cao mới".
GamesTM nhận xét rằng trò chơi "mang đậm màu sắc truyền thống của thể loại nhập vai, nhưng sức hấp dẫn của nó vượt xa khỏi những khán giả của thể loại này nhờ lối chơi dễ dàng, tham vọng lớn lao và sự đầu tư vào từng chi tiết". Scott Tobias của The A.V. Club viết rằng Oblivion "rất đáng chơi bởi bối cảnh nào trông cũng độc đáo và gợi nên những phản ứng phức tạp từ người chơi, và chính cảm giác khám phá đó khiến trò chơi rất gây nghiện". GameZone chỉ ra việc người chơi có thể dành nhiều thời gian đến thế nào để lên cấp cho nhân vật, thực hiện nhiều nhiệm vụ khác nhau cũng như tùy chỉnh nhân vật ngay cả khi còn chưa bước vào nhiệm vụ chính.
Duke Ferris của Game Revolution nhận xét rằng "giọng lồng tiếng đôi khi lặp lại giữa nhiều nhân vật" nhưng vẫn cảm thấy ấn tượng với việc nhà phát triển đã có thể lồng tiếng cho số lượng lớn lời thoại như vậy, và cho rằng nhìn chung chất lượng lồng tiếng vất rất cao. Charles Onyett của IGN khen ngợi cách kể chuyện và hệ thống menu dễ sử dụng của trò chơi.
Mặc dù vẫn dành lời khen cho trò chơi, Patrick Joynt của 1UP.com phê bình các cuộc hội thoại giữa người chơi và các NPC: "Khi một NPC chào bạn bằng một lời thoại tùy biến rồi quay lại dùng các lời thoại tiêu chuẩn (chẳng hạn như khi một người lính canh rất vui vẻ chỉ đường ngay sau khi vừa cảnh cáo bạn), điều đó còn gây khó chịu hơn những lời thoại viết sẵn". Justin Speer của GameSpy phê bình việc "quá nhiều màn hình tải gây gián đoạn khi người chơi di chuyển trong thế giới của trò chơi" cũng như thời gian tải lâu. Speer cũng chỉ ra một số lỗi nhỏ như các vật thể trôi nổi trong không trung hay cử động miệng của nhân vật không khớp với tiếng nói. Onyett của IGN phê bình việc kẻ địch trở nên mạnh lên dựa vào cấp độ thay vì khả năng chiến đấu của nhân vật, thời gian tải cũng như sự thiếu chính xác của hệ thống chiến đấu, nhưng vẫn cho rằng "những phê bình nhỏ đó không thay đổi việc Oblivion là một trải nghiệm hoàn toàn thú vị, thân thiện với người dùng và có đồ họa tuyệt đẹp với đủ nội dung để khiến bạn phải quay trở lại hết lần này đến lần khác".
Oblivion đã nhận được một số giải thưởng của ngành công nghiệp trò chơi điện tử cũng như các tờ báo. Năm 2006, trò chơi nhận được giải "Trò chơi của năm" tại G-Phoria Video Game Awards và Spike TV Video Game Awards. Tại lễ trao giải Golden Joystick Awards lần thứ 24, Oblivion nhận được giải "Trò chơi xuất sắc nhất của năm", "Trò chơi Xbox của năm" và "Trò chơi PC của năm". Trò chơi được chọn là trò chơi nhập vai xuất sắc nhất năm 2006 bởi 1UP.com, G4, IGN, GameSpy, GameSpot, Game Revolution, PC Gamer US, và Interactive Achievement Awards. Computer Games Magazine đã dành cho Oblivion giải "Công nghệ xuất sắc nhất" và "Trò chơi nhập vai xuất sắc nhất" năm 2006, và xếp hạng trò chơi là trò chơi PC xuất sắc thứ hai của năm. Tạp chí kết luận rằng trò chơi là "một kiệt tác khó quên". Năm 2007, tạp chí PC Gamer xếp Oblivion ở vị trí thứ nhất trong danh sách 100 trò chơi hay nhất mọi thời đại của mình. Bên cạnh các giải thưởng dành cho bản thân trò chơi, Patrick Steward, diễn viên lồng tiếng cho Uriel Septim, cũng nhận được giải lồng tiếng xuất sắc nhất của Spike TV, và âm nhạc trong trò chơi do Jeremy Soule sáng tác thì nhận được giải "Âm nhạc tự sáng tác xuất sắc nhất" của MTV Video Music Award do khán giả quốc tế bình chọn.